# 소설, 영화와 만나다
"소설, 영화와 만나다"는 2013년에 개봉한 대한민국의 영화이다.

## 캐스팅
- 한주완 : 우현 역
- 유소현 : 여자친구 역
- 최덕문 : 영화감독 역
- 박혁권 : 정수 역
- 신동미 : 영선 역
- 배슬기 : 형사 역
- 김서형 : 미정 역
- 최원영 : 동규 역
- 김영택 : 종식 역
- 정재원 : 나라 역
- 김판겸 : 김 신부 역